# Wallace Monument
El Wallace Monument o anglès: National Wallace Monument és una torre monumental completada l'any 1869 i al cim de la muntanya Abbey Craig, prop de Stirling (Escòcia). Commemora la figura de William Wallace, un cavaller escocès del segle xiii que va lluitar contra el Rei Eduard I d'Anglaterra en la Guerra de la Independència d'Escòcia.

## Construcció

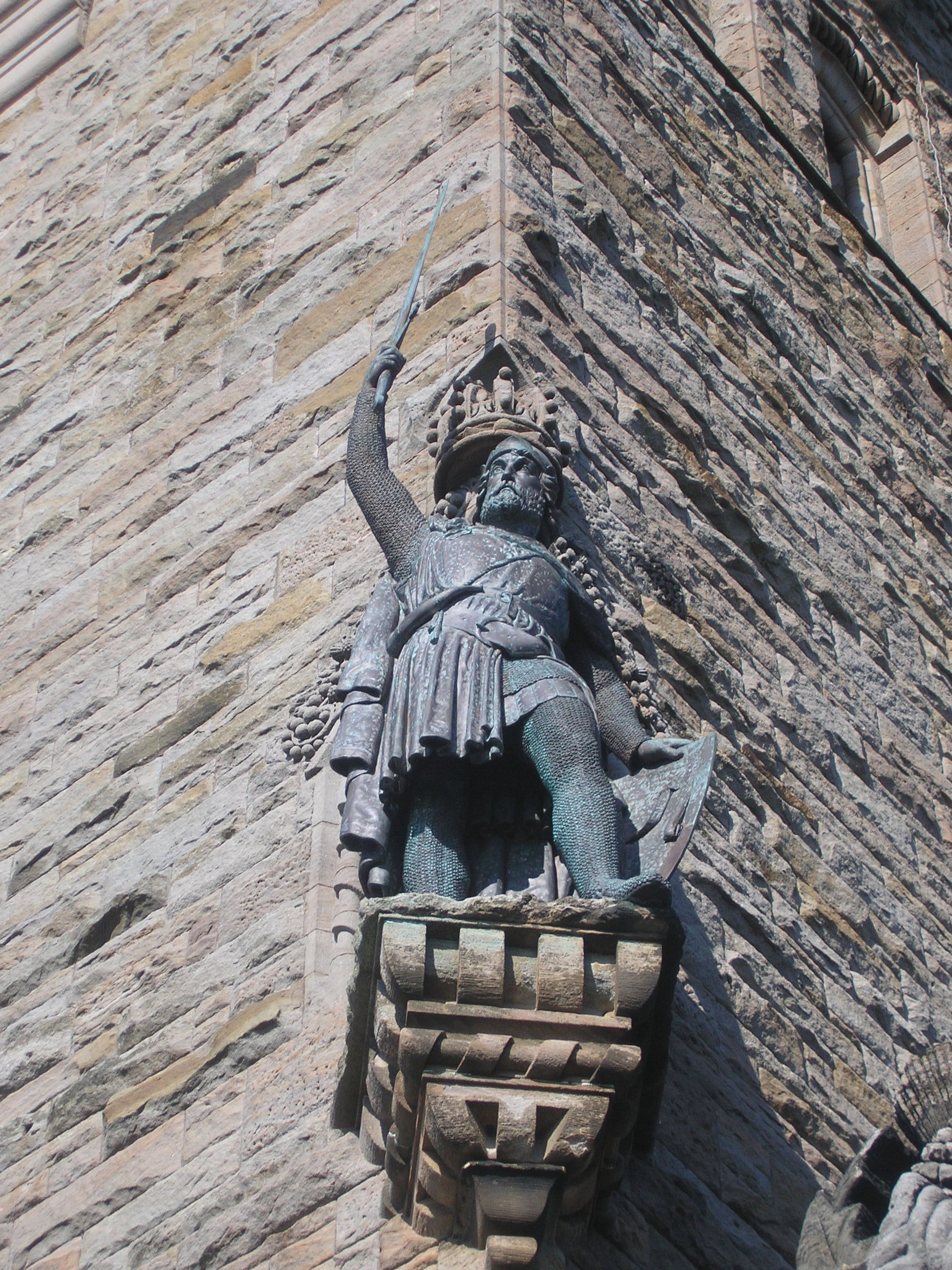
Estàtua de William Wallace a la torre del Monument

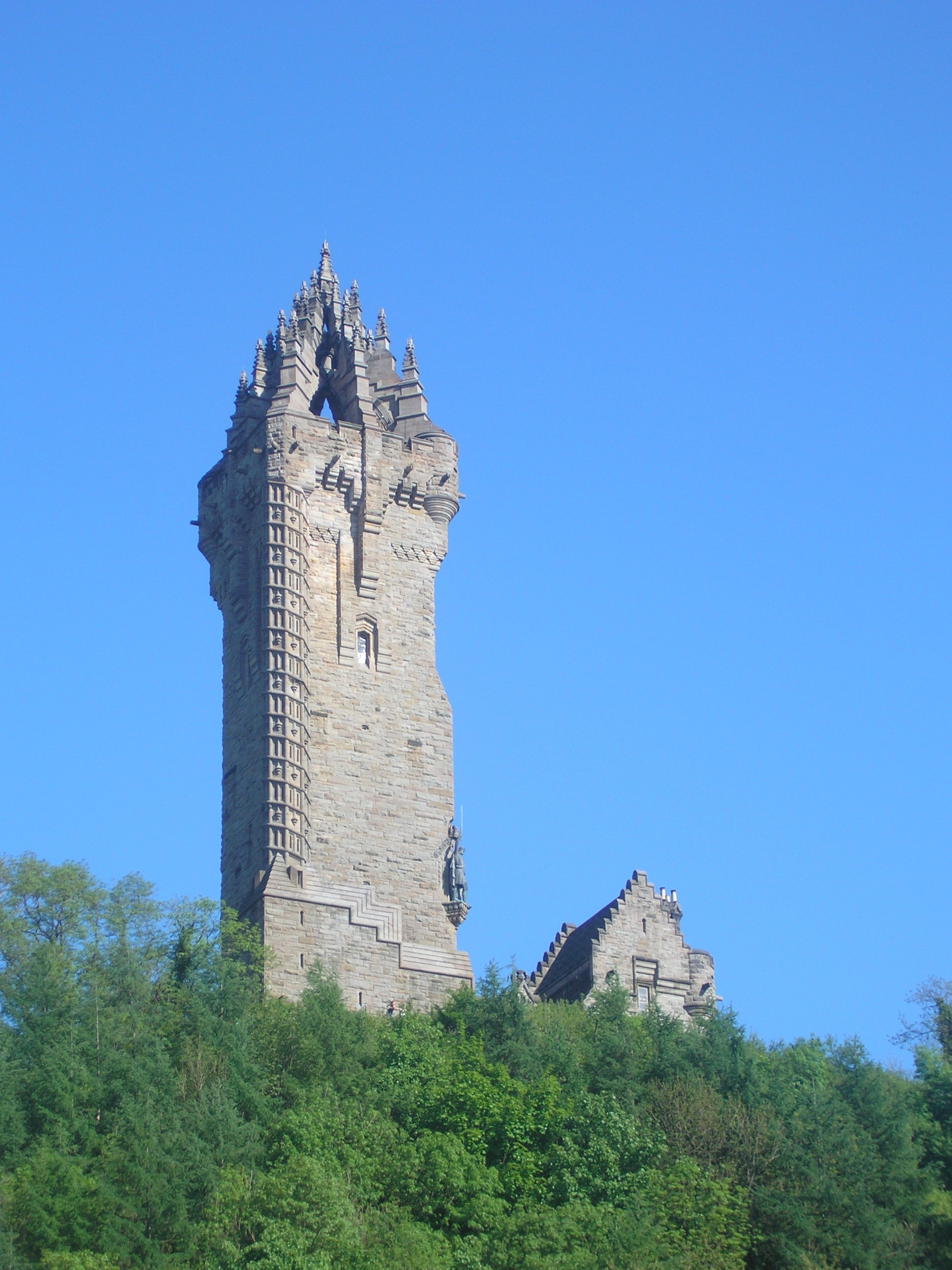
Vista del monument des del peu del pujol

La torre es va construir gràcies a una campanya de recaptació de fons, enmig d'un renovat sentiment nacionalista escocès durant el segle xix. A més d'aquesta subscripció pública, també va ser finançat per alguns patrons estrangers, inclòs el líder italià Giuseppe Garibaldi. Va ser completat en 1869 seguint els dissenys de l'arquitecte John Thomas Rochead, i consisteix en una torre de gres d'uns 70 metres d'alt, en estil gòtic victorià. Se situa a la part alta del pujol d'Abbey Craig, un pujol que s'eleva sobre l'Abadia de Cambuskenneth, i des de la qual es diu que William Wallace va observar a l'exèrcit anglès, abans de la batalla del pont de Stirling.
Per accedir al monument és necessari ascendir al pujol, i al seu torn pot pujar-se cap dalt del monument a través dels 246 graons del seu escala de caragol. Des de l'alt es poden observar les vistes de les Ochil Hills i de la vall del riu Forth. A l'interior de la torre també es conserven diversos objectes que es diu que van pertànyer a William Wallace, com la seva gran espasa de batalla d'1,67 metres de longitud (no confondre amb la típica claymore escocesa).

## De William Wallace a Braveheart

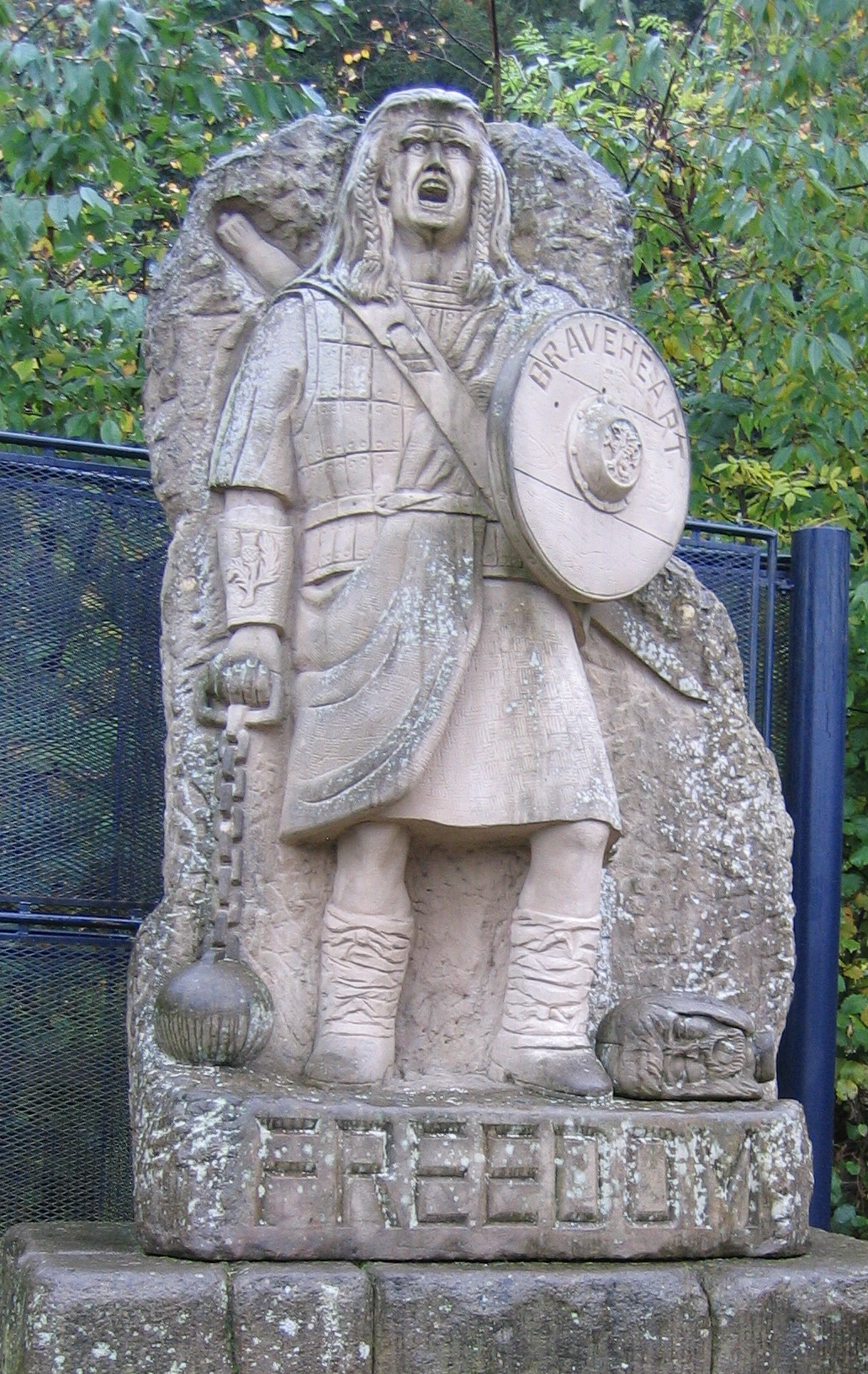
Estàtua de William Wallace al peu del pujol, avui retirada

L'any 1997 es va instal·lar una nova estàtua en honor de William Wallace al peu del pujol del Monument, al costat de l'aparcament de cotxes. No obstant això, el retrat de l'heroi s'assemblava menys a l'original històric que a la cara de Mel Gibson, que ho havia encarnat en la pel·lícula Braveheart -terme que a més apareixia en l'escut de l'heroi en l'estàtua-.
Segons William Temby això va provocar el descontentament dels escocesos, i la mobilització de diferents grups socials que reclamaven la seva retirada; aquest va ser denegada, i des de llavors el monument va sofrir vandalismes recurrents, que van espatllar especialment la cara de l'estàtua. Per aquest motiu l'estàtua va haver de ser protegida per barrots. Segons el noticiari Rampant Scotland Newsletter, quan al setembre de 2004 es va acabar el termini del lloguer de l'espai ocupat per l'estàtua, el seu autor la va posar en venda per subhasta amb un preu inicial de £350.000, sense que hi hagués compradors.